# Pseudotagia
Pseudotagia är ett släkte av plattmaskar. Pseudotagia ingår i familjen Macrovalvitrematidae.
Kladogram enligt Catalogue of Life:
| Pseudotagia | \| \| Pseudotagia clathratus \| \| \| \| \| \| Pseudotagia cupida \| \| \| \| |
|             | \| \| Pseudotagia clathratus \| \| \| \| \| \| Pseudotagia cupida \| \| \| \| |
|             | Hargisia                                                                      |
|             |                                                                               |
|             | Macrovalvitrematoides                                                         |
|             |                                                                               |
|             | Pseudotagia clathratus                                                        |
|             |                                                                               |
|             | Pseudotagia cupida                                                            |
|             |                                                                               |

|  | Pseudotagia clathratus |
|  |                        |
|  | Pseudotagia cupida     |
|  |                        |